# Bolt Thrower
I Bolt Thrower sono stati un gruppo musicale inglese death metal formatosi a Coventry (Regno Unito) nel 1986. Presero il nome dalla macchina d'assedio greca, romana e poi medievale balista, che in inglese si chiama ballista o bolt thrower. La band si è sciolta dopo 30 anni di attività nel 2016, un anno dopo la prematura scomparsa del proprio batterista.

## Storia del gruppo

### I grezzi inizi punk/hardcore
I Bolt Thrower presero vita nel 1986 a un concerto punk rock in un pub di Coventry, nella periferia londinese, dopo una conversazione tra i due amici Barry Thompson (chitarrista) e Gavin Ward (bassista). Entrambi ispirati da gruppi quali Slayer, Discharge, Sacrilege e Candlemass, decisero di formare una band che suonasse pesante e aggressiva ma nel contempo originale. Raggiunti da un amico di Barry, Alan West, ne diventerà il cantante, mentre il batterista Andy Whale sarà presentato loro da un amico in comune. Il four-piece iniziò a scrivere canzoni per registrare i due successivi demo In Battle... e Concession of Pain che furono poi spediti a un dj della rinomata British Radio, John Peel. Nel mentre, Gavin Ward decide di dedicarsi alla chitarra, così al basso prese temporaneamente il suo posto Alex Tweedy. Ma quest'ultimo fu quasi subito rimpiazzato da una ragazza, Jo Bench, che diede prova di essere la persona giusta per il gruppo completando così la formazione nel settembre del 1987. Con questa formazione, i Bolt Thrower registrarono nel 1988 quattro canzoni per una radio session organizzata da John Peel (“The Peel Session”) che aveva apprezzato i demotape della band. Dopo la trasmissione, l'etichetta underground inglese Vinyl Solution propose un contratto al gruppo per un solo album e nello stesso tempo il cantante Alan West decise di abbandonare per motivi personali. Il suo sostituto fu un amico di lunga data del batterista Andy, Karl Willets, che entrò quindi in studio con la band per registrare il primo full-length intitolato In Battle There Is No Law!. Registrato ai Loco Studios nel Galles, questo LP soffre di un songwriting acerbo (influenzato dall'hardcore punk) e di una produzione scadente, ma offre la possibilità alla band di farsi conoscere in tutta l'Inghilterra, tanto che verrà contattata dalla grind label indipendente Earache Records.

### Guerra e death metal
La Earache quindi mise sotto contratto i Bolt Thrower e questi nello stesso periodo furono raggiunti dal boss della nota casa di soldatini epici, la Games Workshop, che gli propose una collaborazione per l'artwork e il design. Infatti, il secondo album Realm of Chaos, uscito nel 1989, vide la copertina e i disegni interni realizzati proprio dagli artisti della Games. Musicalmente più imperniato su tempi death metal, la band inizia a prendere la sua direzione musicale, fatta di aggressività e vocals profonde, ma risultando ancora immatura sotto molti aspetti. Liricalmente, invece, il segno che distinguerà per sempre i Bolt Thrower saranno le tematiche di guerra che in questi primi dischi saranno più ispirate a temi fantasy. Sempre nel 1989, la band partecipa al leggendario Grind Crusher Tour in Inghilterra con i compagni di etichetta Carcass, Morbid Angel e Napalm Death, dando prova di tutta la sua brutale live attitude. Sulla scorta del successo di questi show, i Bolt Thrower si imbarcarono per il primo vero tour europeo da headliner nel 1990, con supporto gli Autopsy e i Pestilence. Nel 1991 il gruppo rientra in studio per registrare quello che poi diventerà il loro capolavoro nonché un classico del death metal europeo, Warmaster. Registrato agli Slaughterhouse Studios sotto la supervisione del produttore Colin Richardson (che darà al sound una pesantezza fuori dal comune), vedrà la band alle prese con un death metal con forti influssi grind, soprattutto nelle parti di batteria. Le tematiche, così come la copertina, saranno ancora incentrate su temi di guerra fantasy. Il tour per promuovere il disco toccherà anche gli Stati Uniti per la prima volta e il loro nome inizierà a circolare in tutto il mondo.
Il disco successivo The IVth Crusade sarà registrato ai Sawmills Studios in Cornovaglia nel 1992 con la band alle prese nel continuare a creare il loro stile unico e subito identificabile come “Bolt Thrower sound”, abbandonando però i tempi grind ultraveloci, dedicando più spazio a rimandi epico-spagnoleschi e dando largo spazio ai corazzati mid tempo segmentati, ma supportati dalla potenza della doppia grancassa e del basso. La copertina del disco per la prima volta non si rifarà al fantasy guerresco, ma verrà scelto un dipinto dell'artista Eugène Delacroix che ritrae l'ingresso dei crociati a Costantinopoli.
Dopo il tour con i Benediction e gli Asphyx in Europa nel 1992 e in Australia nel 1993, la band registra nel 1994 ancora ai Sawmills Studios il quarto LP, ...For Victory, che proseguirà il discorso musicale di The IV Crusade riproponendone le sonorità e le linee compositive, ma cambiando ancora una volta il soggetto della copertina che sarà rappresentata da una foto vera (scattata durante la Guerra delle Falkland) con dei soldati in marcia al tramonto e le liriche verranno incentrate su episodi di guerra attuale.

### L'instabilità della line-up
Nonostante il successo del disco e del tour successivo, il batterista Andy Whale e il cantante Karl Willets decidono di abbandonare il gruppo che entra così in una fase di stand-by che determinerà poi una riduzione della loro attività musicale. Furono scelti come sostituti Martin Van Drunen (già con i Pestilence e gli Asphyx) alla voce e Martin Kearns alla batteria ma con questa formazione fecero solo delle sporadiche date live. Infatti Van Drunen lascia per incomprensioni con gli altri membri e Martin Kearns per motivi familiari e vengono sostituiti a loro volta da Dave Ingram dei Benediction alla voce e Alex Thomas alla batteria.

### Il ritorno in pista
Bisognerà attendere ben quattro anni per un nuovo disco, Mercenary, registrato nel 1998, il quale vede la presenza dietro ai microfoni del singer storico Karl Willets che decide però di non entrare a tempo pieno e solo per registrare le parti vocali. Il tour successivo infatti intitolato Killing Zone, vedrà Dave Ingram come cantante che darà prova di essere un valido sostituto. Mercenary, oltre a imprimere un ritorno esplosivo sulle scene molto più movimentato e fresco del precedente …For Victory, segna anche il cambio di etichetta dall'Earache alla Metal Blade con uno strascico polemico del gruppo nei confronti dell'ex-label. Il responso della stampa specializzata e del pubblico non si fa attendere tanto che l'album entra addirittura in classifica in Germania e prende 10 su 10 sulla rinomata rivista tedesca Rock Hard. Nel 1999, alla fine del tour, il batterista Alex viene messo alla porta per essere rimpiazzato ancora una volta da Martin Kearns giusto in tempo per partecipare al With Full Force Festival a Lipsia, in Germania. Nel 2000 i Bolt Thrower, adesso composti da Dave Ingram (voce), Gavin Ward (chitarre), Barry Thompson (chitarre), Jo Bench (basso) e Martin Kearns (batteria) iniziano a scrivere il materiale per il nuovo album che vedrà la luce nel 2001 e si intitolerà Honour - Valour - Pride. Musicalmente in linea con il trademark death metal del gruppo, vedrà anche il ritorno della copertina bellica ispirata a temi fantasy e molto simile a quella presente su Realm of Chaos. Una curiosità legata all'uscita di questo album è data dal fatto che alcuni giornalisti che furono invitati allo studio report furono letteralmente rapiti per finta da una task force militare a loro insaputa. Il successivo The Ground Assault Tour del 2002 vedrà la band impegnata in Europa insieme agli amici Benediction. Per tutto il 2003 e il 2004 la band sarà impegnata a scrivere nuovo materiale e subirà l'ennesimo cambio di formazione dovuto ai problemi di salute del cantante Dave Ingram. Non sarà facile per i Bolt Thrower trovare un rimpiazzo subito e alla fine la scelta cadrà ancora una volta su Karl Willets, che decide di rientrare in pianta stabile nel gruppo e viene coinvolto nella stesura delle liriche insieme al chitarrista Gavin. Nell'estate del 2005 viene registrato l'ottavo album Those Once Loyal ai Sable Rose Studios insieme al produttore Andy Faulkner che sarà ben accolto da pubblico e critica e vedrà per l'ennesima volta la band alfiera del suo particolare modo di fare death metal senza compromessi con liriche incentrate questa volta a celebrare gli eroi caduti della prima guerra mondiale. Compagni della tournée europea saranno i Malevolent Creation, i Necrophagist e i Nightrage e vedrà il ritorno sui palchi del cantante Karl Willets dopo un'assenza di molti anni. Nella tappa italiana di tale tournée il gruppo si farà prima notare per la cancellazione del concerto di Prato per discordie con i proprietari del club dove doveva tenersi la data, poi per l'ottima esibizione il giorno successivo a Bassano del Grappa che resta a tutt'oggi l'unico concerto tenuto in Italia nella lunga carriera del gruppo. I Bolt Thrower rimarranno a loro volta meravigliati dell'accoglienza dei fan anche in luoghi dove andranno per la prima volta come Spagna, Finlandia e Norvegia, mentre il tour si concluderà al Rock Hard Festival in Germania nell'estate del 2006. La band si concentrò poi alla composizione di un nuovo album le cui registrazioni iniziarono nell'estate del 2008, ma a causa di scarsa soddisfazione sui nuovi pezzi si decise per un rinvio a data indefinita.

### La morte di Kiddie
Il 17 settembre 2015 la band comunicò la morte a soli 38 anni del batterista Martin “Kiddie” Kearns, membro del gruppo dal 1994 al 1997 e poi in pianta stabile dal 2000: in seguito a questa notizia il gruppo cancellò le date australiane del tour 2015, affermando che un nuovo album sarebbe uscito a data indefinita ma annunciando comunque un best of con i pezzi migliori del gruppo.

### Scioglimento
Un anno dopo la scomparsa di Kiddie, il 14 settembre 2016, la band, mai ripresasi dalla scomparsa del proprio batterista, unitosi al gruppo ancora all'età di 17 anni, annunciò il proprio scioglimento: "[...] I Bolt Thrower sono stati per noi un modo di vivere durato 30 anni, mai guidato da denaro, fama o ego, ma dai nostri valori e principi personali che ci hanno guidato attraverso la vita, e che ci hanno unito come amici ancora prima che i Bolt Thrower venissero fondati...".

### Eredità
Nonostante abbia pubblicato l'ultimo album nel 2005, il gruppo è tutt'oggi considerato uno dei fondamentali non solo del death metal ma del metal in generale.

### Jo Bench
La bassista Jo-Anne “Jo” Bench è nota per essere una delle poche donne nel metal estremo e per aver avuto influenza su numerose altre musiciste del genere.
Ha contribuito come cantante nel brano Resurrected For Massive Torture dei The Project Hate MCMXCIX nell'album del 2005 Armageddon March Eternal – Symphonies of Slit Wrists.
Loudwire la classifica al 64º posto nella lista dei migliori bassisti della storia del rock e del metal.

## Formazione

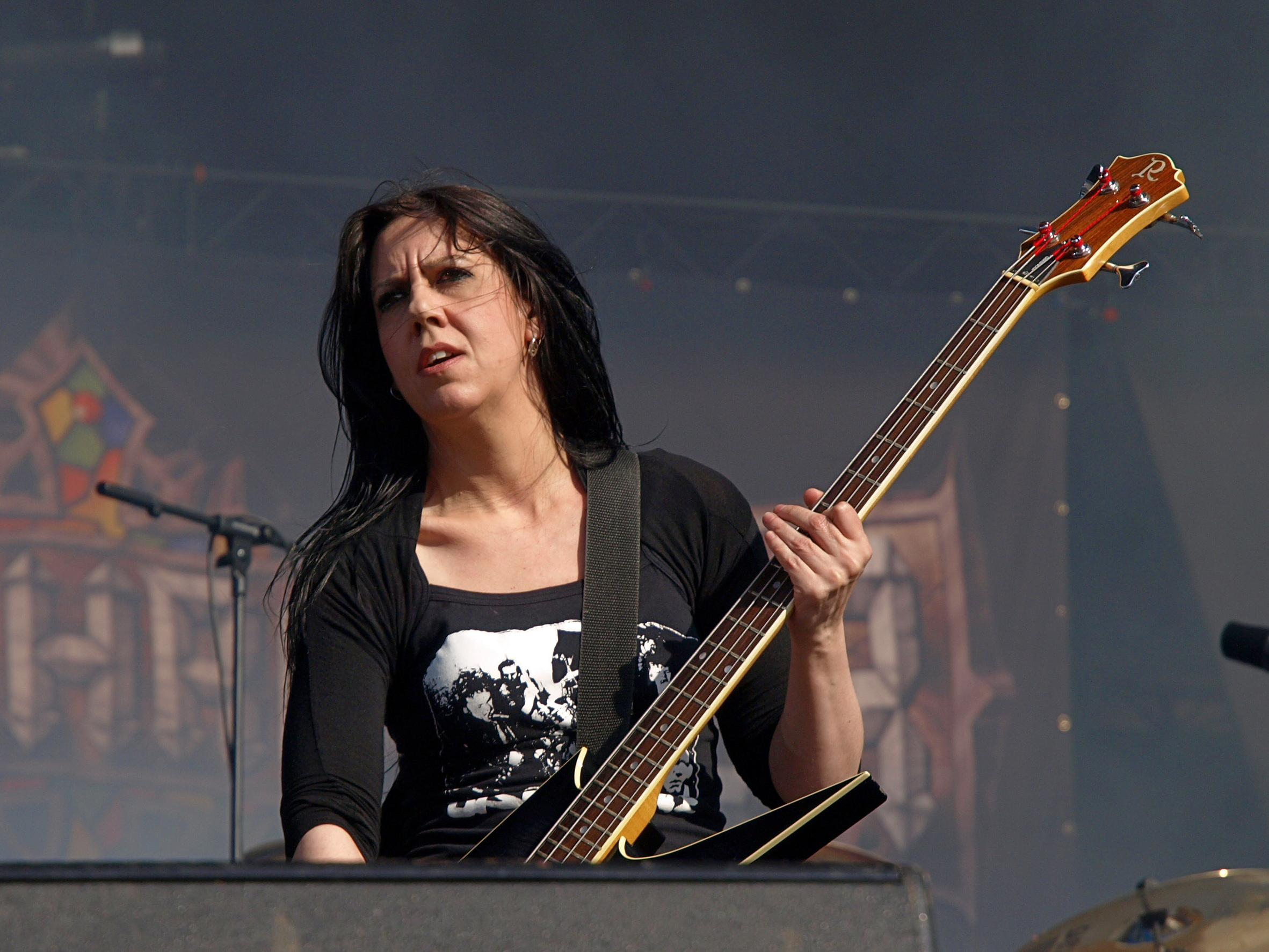
La bassista della band, Jo Bench

### Ultima
- Gavin Ward – basso (1986-1987), chitarra (1987-2016)
- Barry (Baz) Thomson – chitarra (1986-2016)
- Jo Bench – basso (1987-2016)
- Karl Willetts – voce (1987-1994, 1997-1998, 2004-2016)

### Ex componenti
- Andrew Whale – batteria (1986-1994)
- Alan West – voce (1986-1987)
- Alex Tweedy – basso (1987)
- Martin Kearns – batteria (1994-1997, 1999-2015)
- Alex Thomas – batteria (1997-1999)
- Dave Ingram – voce (1997, 1998-2004)

### Ex turnisti
- Martin van Drunen – voce (1995-1997)
- Dave Ingram – voce (1996)

## Discografia

### Album in studio
- 1988 – In Battle There Is No Law!
- 1989 – Realm of Chaos
- 1991 – War Master
- 1992 – The IVth Crusade
- 1994 – ...For Victory
- 1998 – Mercenary
- 2001 – Honour - Valour - Pride
- 2005 – Those Once Loyal

### Album dal vivo
- 1994 – Live War

### EP
- 1988 – The Peel Sessions
- 1991 – Cenotaph
- 1993 – Spearhead

### Singoli
- 1992 – Spearhead

### Split
- 1989 – Polka Slam/Crisis Point (con Instigators, Culture Shock, H.D.Q)

### Compilation
- 1991 – The Peel Sessions 1988-90
- 1998 – Who Dares Wins

### Raccolte
- 2016 – The Best of Bolt Thrower

### Box-set
- 2014 – Eternal War

### Demo
- 1986 – Dec 86
- 1987 – In Battle There Is No Law
- 1987 – Concession of Pain
- 1988 – Forgotten Existence
- 1988 – Prophets of Hell

### Videoclip
- 1991 – Cenotaph
- 1992 – The IVth Crusade
- 1998 – ...For Victory
- 2000 – Inside the Wire